# (2340) Hathor
(2340) Hathor és un asteroide que forma part dels Asteroide Aton i va ser descobert el 22 d'octubre de 1976 per Charles Thomas Kowal des de l'observatori de la Monte Palomar als Estats Units d'Amèrica.

## Designació i nom
Hathor va rebre al principi la designació de 1976 ua.
Més endavant, en 1981, es va nomenar per Hathor, una deessa de la mitologia grega.

## Característiques orbitals
Hathor orbita a una distància mitjana de 0,8438 ua del Sol, podent apropar-se fins a 0,4642 ua i allunyar-se'n fins a 1,223 ua. Té una inclinació orbital de 5,855 graus i una excentricitat de 0,4499. Triga a completar una òrbita al voltant del Sol 283,1 dies.
Hathor és un asteroide proper a la Terra que pertany al grup dels asteroides potencialment perillosos.

## Característiques físiques
La magnitud absoluta de Hathor és 20,2. Té un diàmetre de 0,3 km i empra 3,35 hores a completar una volta sobre el seu eix. Està assignat al tipus espectral Sq de la classificació SMASSII i al CSU de la Tholen.